# Anurophorus septentrionalis
Anurophorus septentrionalis är en urinsektsart som beskrevs av Alfred Palissa 1966. Anurophorus septentrionalis ingår i släktet Anurophorus och familjen Isotomidae. Arten är reproducerande i Sverige. Inga underarter finns listade i Catalogue of Life.